# Hans Müller (Unternehmer, 1868)
Hans Müller (* 27. November 1868 in Zürich; † 15. April 1953 in Baden; heimatberechtigt in Zürich) war ein Schweizer Brauereiunternehmer.

## Leben und Werk
Der reformiert getaufte gebürtige Zürcher Hans Müller, Sohn des Mühlebesitzers Johann Jakob Müller sowie dessen Ehegattin Verena geborene Baumann, absolvierte nach seinem Pflichtschulabschluss eine Lehre als Bierbrauer bei seinem Onkel in der Brauerei Hürlimann. Anschliessend arbeitete er in Weihenstephan, Pilsen, Kopenhagen und für vier weitere Jahre als Braumeister in Giessen. Eine Reise in die Vereinigten Staaten beschloss seine Lehr- und Wanderjahre.
Müller erwarb 1897 die 1886 erbaute ehemalige Brauerei Johann Weber in Baden. Diese, die ab diesem Zeitpunkt unter seinem Namen firmierte, nämlich Brauerei H. Müller, florierte in der Folge parallel zum Wachstum der Industriestadt. In seiner Funktion als Vorstandsmitglied des Schweizerischen Bierbrauervereins galt sein Engagement dem Zustandekommen des Bierkartells. Die Brauerei H. Müller AG wurde im Jahre 2008 von seinen Nachkommen geführt.
Müller war auch als Mäzen u. a. für die in Baden lebenden Künstler wichtig. Zudem sammelte er schweizerische und französische Kunst. Hans Müller engagierte sich in verschiedenen Organisationen und war ein langjähriges Mitglied der Verwaltungskommission der Städtischen Werke. Für die Jugend, die Bedürftigen und insbesondere für die Kranken spendete Müller regelmässig Geld und legte grossen Wert auf das Wohlergehen seiner Belegschaft.
Hans Müller war verheiratet. Müller verstarb im Frühjahr 1953 im Alter von 84 Jahren in Baden.